# Li Yan (Snookerspieler)
Li Yan (chinesisch 李岩, Pinyin Lǐ Yán; * 17. September 1992 in Harbin) ist ein chinesischer Snookerspieler. Ab 2011 spielte er drei Jahre auf der Profitour.

## Karriere
Li Yan erhielt als einer der talentiertesten Nachwuchsspieler Chinas in den Jahren 2007, 2008 und 2009 eine Wildcard für das Shanghai Masters wie auch 2008 und 2009 für die China Open. Nur einmal konnte er seine Auftaktpartie gewinnen – beim Shanghai Masters 2009 gegen Gerard Greene; er unterlag dann in der Runde der Letzten 32 aber Ryan Day.
Im zweiten Turnier der Q School 2011 konnte er sich schließlich einen Platz auf der Snooker Main Tour für die Saison 2011/12 erspielen. Gleich bei seinem ersten Spiel beim ersten PTC-Turnier in Sheffield gelang ihm ein überraschender 4:3-Sieg über den Weltranglistenersten Mark Williams. Bei den Australian Open erreichte er Runde 3. In Fürth beim Paul Hunter Classic schlug er den Weltranglistenzweiten John Higgins ebenfalls 4:3 und erreichte erstmals ein Achtelfinale. Beim dritten Sheffield-Turnier der PTC-Serie besiegte er mit Judd Trump einen weiteren Topspieler und erreichte erneut die Letzten 16, ein drittes Mal gelang ihm das im Turnier in Gloucester. Beim den großen Turnieren war er nicht ganz so erfolgreich, nur bei der UK Championship qualifizierte er sich durch Siege über Stuart Carrington, Andy Hicks, Jack Lisowski und Fergal O’Brien für die Hauptrunde der Letzten 32. Dort unterlag er Ex-Weltmeister Shaun Murphy mit 3:6. Bei den China Open verpasste er die Hauptrunde knapp mit 4:5 gegen Fergal O’Brien. So entgingen ihm einige Punkte und als Nummer 68 der Rangliste verfehlte er um 4 Plätze die direkte Weiterqualifikation für die Tour. Allerdings führte er unter den nicht qualifizierten Spielern durch die drei Achtelfinals die PTC Order of Merit an und bekam diesmal zwei weitere Jahre als Profi.
2012/13 begann nicht so erfolgreich, erst beim Paul Hunter Classic überstand er erstmals mehr als eine Runde und besiegte mit der Nummer 10 Matthew Stevens wieder einen Topspieler. Beim weniger stark besetzten PTC-Turnier in Zhengzhou verlor er erst im Achtelfinale gegen den späteren Sieger Stuart Bingham. Dort schied er auch bei den Bulgarian Open aus. Bei der UK Championship und den folgenden sechs Turnieren verlor er aber jeweils das Auftaktspiel und das 10:7 gegen Robbie Williams bei der WM war sein einziger Sieg im Rest der Saison. Damit begann er sein drittes Jahr als Nummer 83. Doch die Serie der frühen Niederlagen setzte sich fort. Nur bei den Indian Open schaffte er es ein einziges Mal in Runde drei, neunmal verlor er bereits beim Auftakt eines Turniers. Auch bei den PTC-Turnieren schnitt er nicht besser ab. Vor der abschließenden Weltmeisterschaft lag er damit in der Rangliste aussichtslos zurück. Immerhin gewann er noch einmal gegen Elliot Slessor, Dave Harold und Joe Swail. Im Spiel um den Hauptrundeneinzug hatte er beim 1:10 gegen Xiao Guodong keine Chance und er verabschiedete sich damit von der Profitour.
In den folgenden beiden Jahren versuchte er noch einmal die Rückkehr über die Q School und er trat bei PTC-Turnieren in China an, blieb aber erfolglos.